# Ixiolirion
Ixiolirion (Ixiolirion) je rod jednoděložných rostlin z čeledi ixiolirionovité (Ixioliriaceae). Ve starších taxonomických systémech byl někdy řazen do čeledi amarylkovité (Amaryllidaceae), nebo liliovité v širším pojetí (Liliaceae s.l.). Čeleď ixiolirionovité obsahuje pouze tento jediný rod.,

## Popis
Jsou to vytrvalé byliny s hlízami, schovanými v obalech. Listy jsou jednoduché, přisedlé, střídavé, s listovými pochvami. Čepele jsou čárkovité až kopinaté, celokrajné, se souběžnou žilnatinou. Alkaloidy chybí, na rozdíl od amarylkovitých. Květy jsou uspořádány do květenství, vrcholičnatých lat (někdy okolíkovitě stažených). Květy jsou oboupohlavné, skládají se ze 6 okvětních lístků, které jsou dole srostlé v krátkou trubku, většinou modré, vzácněji bílé barvy. Tyčinek je 6. Gyneceum se skládá ze 3 plodolistů, semeník je spodní, plodem je tobolka.

## Etymologie
Název ixiolirion je v češtině středního rodu.

## Rozšíření
Jsou známy asi 3-4 druhy, přirozeně rostoucí jen v jihozápadní Asii, zhruba od Egypta po SZ Čínu.

## Zástupci
- ixiolirion tatarské (Ixiolirion tataricum)[4]